# Вилатела (Империја)
Вилатела је насеље у Италији у округу Империја, региону Лигурија.
Према процени из 2011. у насељу је живело 22 становника. Насеље се налази на надморској висини од 409 м.